# A Time For Dancing
A Time For Dancing (Alternativtitel: Time For Dancing – Gib die Hoffnung niemals auf) ist ein US-amerikanisches Filmdrama aus dem Jahr 2000. Regie führte Peter Gilbert, das Drehbuch schrieb Kara Lindstrom anhand des gleichnamigen Romans von Davida Wills Hurwin.

## Handlung
Die befreundeten Mädchen Juliana Michaels und Samantha Russell besuchen eine Tanzschule und träumen davon, an der Juilliard School zu studieren. Russell lebt bei ihrer alleinstehenden Mutter und jobbt, um die Unterrichtsstunden zu finanzieren. Manchmal erscheint sie zum Unterricht müde und unkonzentriert.
Michaels spürt manchmal Schmerzen, die sie ignoriert. Bei ihr wird Krebs diagnostiziert. Die Mädchen brechen ihren Unterricht trotz der Krankheit nicht ab. Michaels bewirbt sich um einen Studienplatz an einer prestigeträchtigen Tanzschule und stirbt, bevor der Brief mit der Mitteilung kommt, dass sie angenommen wurde. Russell liest am Ende diesen Brief; ihre Off-Stimme sagt, sie wünschte sich, den Brief hätte jemand geschrieben, der Michaels so gut kannte wie sie selbst.

## Kritiken
Film-Dienst schrieb, der Film sei ein „sentimentales Jugenddrama über Freundschaft und die Kraft der Träume, das unter Übersteigerungen in allen Belangen“ kranke.
Die Zeitschrift Cinema schrieb, der Film sei ein „seichtes Rührstück mit viel Musik“.

## Auszeichnungen
Peter Gilbert wurde im Jahr 2004 für den Directors Guild of America Award nominiert. Kara Lindstrom wurde 2004 für den Daytime Emmy nominiert.

## Hintergründe
Der Film wurde in Los Angeles gedreht. Er spielte in den italienischen Kinos ca. 3 Millionen Euro ein. In Deutschland wurde er im Januar 2003 direkt auf DVD veröffentlicht.